# ماکولدنیا
ماکولدنیا (به لاتین: Makuldeniya) یک منطقهٔ مسکونی در سری‌لانکا است که در استان مرکزی (سری‌لانکا) واقع شده‌است.